# Descartes a Kant
Descartes a Kant est un groupe de rock mexicain, originaire de Guadalajara, Jalisco. Formé en 2001,,,, il se caractérise par son style musical mêlant différents rythmes musicaux et par ses performances.

## Biographie
Le groupe est formé à Guadalajara en 2001, année où il rejoint la scène musicale indépendante du pays,. Il adopte son nom en combinant deux personnages admirés : Descartes et Kant, dont les œuvres philosophiques opposées encadraient l'ère moderne. Après s'être développé quelques années dans le milieu local et après plusieurs changements de formation, Descartes a Kant sort un premier album, Paper Dolls, en 2007 au label Intolerance.
Il qualifie son style musical comme « bipolaire-schizoïde » alternant tonalités douces et mélodiques avec du bruit et du strident,. Le groupe inclut des bruits, des éléments de rock 'n' roll, de surf music, de musique électronique, de bossa nova et de jazz. Ses concerts sont généralement théâtraux, les membres portant généralement des tenues spécifiques.
Il Visore Lunatique, le deuxième album, est sorti en 2012. Certains morceaux de l'album incluent Suckerphilia, Buy All My Dreams et You May Kiss the Bride. Dans le troisième album, Victims of Love Propaganda, l’enregistrement et la production sont réalisées par Steve Albini, qui a travaillé sur des disques de Nirvana et des Pixies.
Le groupe a participé à des festivals tels que le Vive Latino, Indio Emergente, Maquinaria Fest, SXSW, Rock al parque, Culture Collide, White Nights, et Manizales Grita Rock y Quimera. Au Mexique, il a joué avec Yeah Yeah Yeahs, Sonic Youth, Yo La Tengo, Stereo Total, El Otro Yo, Explosions in the Sky et The Melvins.
Il s'inspire musicalement de Sonic Youth, Queen, Dirty Projectors, The Locust, St. Vincent, The Blood Brothers, Veruca Salt, Mr. Bungle, Primus, The Dillinger Escape Plan, Clondementto, Hong Kong Blood Opera, Vicente Gayo, Kiss Kiss, The Burning of Rome, et Brainbombs.

## Membres
- Sandra (Sandrushka Petrova) - chant, programmation
- Dafne Carballo - chant, guitare, violon
- Ana Cristina Mo - guitare, chant, claviers
- Memo Ibarra - basse, synthétiseur, chant, programmation
- Andro Muñoz - piano, synthétiseur
- Jorge Chávez - batterie, percussions, samples

## Discographie

### Albums studio
- 2007 : Paper Dolls
- 2012 : Il Visore Lunatique
- 2017 : Victims of Love Propaganda
- 2023 : After Destruction

### Autres
- 2008 : Gigantic: A Tribute to Kim Deal (avec le morceau I Just Wanna Get Along)
- 2009 : Juegos Inocentes (single)

## Distinctions
- Indie-o Music Awards dans les catégories meilleur nouveau groupe (2008), meilleur album expérimental (2013) et meilleur album live (2013)[10]